# Dear America: Letters Home from Vietnam
Dear America: Letters Home from Vietnam és una pel·lícula documental estatunidenca de 1987 inspirada en l'antologia del mateix títol, dirigida per Bill Couturié. La narració de la pel·lícula consta de cartes reals escrites per soldats estatunidencs, que són llegides per actors, entre ells Robert De Niro i Martin Sheen. El metratge inclou pel·lícules de notícies de televisió, el Departament de Defensa dels Estats Units i pel·lícules casolanes dels soldats.

## Argument
Utilitzant cartes reals escrites per soldats estatunidencs (que es poden llegir al llibre amb moltes més) i imatges d'arxiu, la pel·lícula crea una experiència personal de la Guerra del Vietnam.

## Recepció
Tant Gene Siskel del Chicago Tribune com Roger Ebert del Chicago Sun-Times van donar a la pel·lícula recomanacions contundents. Ebert va escriure a la seva ressenya:
| « | "Aquesta pel·lícula és tan poderosa precisament perquè és tan senzilla. Les paraules són les paraules dels mateixos soldats, i les imatges estan extretes de les seves pròpies pel·lícules casolanes i de les notícies de televisió de la guerra. Hi ha moments aquí que no es poden oblidar, i la majoria d'ells es deuen al treball dur del cineasta, el director Bill Couturie, que no ha agafat qualsevol paraula i cap metratge antic, sinó precisament les paraules adequades per anar amb les imatges dels soldats nord-americans al Vietnam, llavors ell va projectar tot l'arxiu de notícies de televisió rodades per NBC-TV des del 1967 fins al 1969: 2 milions de peus de pel·lícula amb un total de 926 hores de pel·lícula d'acció sota el foc. ja saps per què, el que han fet Couturie i els seus investigadors són cartes sorprenents: les veiem mentre escoltem les seves paraules i després descobrim el seu destí." | » |

## Reconeixements
La pel·lícula va guanyar el Premi Especial del Jurat de 1988: Documental al Festival de Cinema de Sundance i dos Premis Emmy. També es va projectar fora de competició al 41è Festival Internacional de Cinema de Canes.